# Diogo da Castanheira
Diogo da Castanheira, O. Cist., foi um monge português do século XV.

## Biografia
Pertencente à Ordem de São Bernardo, Frei Diogo da Castanheira era grande conhecedor dos ritosa eclesiásticos, e escreveu, em 1497, um Ordinário de ofício de defuntos.